# Irländsk roulett
Irländsk roulette (engelska: Divorcing Jack) är en brittisk långfilm från 1998 i regi av David Caffrey, med David Thewlis, Rachel Griffiths, Jason Isaacs och Laura Fraser i rollerna.

## Handling
Actionkomedin handlar om en man som kastats ut från sitt hus av sin fru, och flyttar ihop med sin älskarinna. Däremot blir hon mördad och Daniel hör hennes sista ord "Divorce Jack". Han ger sig på jakt efter Jack, får en efterlysning på halsen och kastas in i ett äventyr om en politiker som är galen, samtidigt som han ständigt jagas av polisen.

## Rollista
| David Thewlis     | – Dan Starkey       |
| Rachel Griffiths  | – Lee Cooper        |
| Jason Isaacs      | – Cow Pat Keegan    |
| Laura Fraser      | – Margaret          |
| Richard Gant      | – Charles Parker    |
| Laine Megaw       | – Patricia Starkey  |
| Bronagh Gallagher | – Taxi Driver       |
| Kitty Aldridge    | – Agnes Brinn       |
| Robert Lindsay    | – Michael Brinn     |
| Adam Black        | – Young Starkey     |
| Simon Magill      | – Starkey's Brother |
| George Shane      | – Woods             |
| Alan McKee        | – Mouse             |
| Brian Devlin      | – Dans' work mate   |
| Sean Caffrey      | – Joe               |